# Montalto di Castro
Montalto di Castro é uma comuna italiana da região do Lácio, província de Viterbo, com cerca de 7653 (Cens. 2001) habitantes. Estende-se por uma área de 189,67 km², tendo uma densidade populacional de 40,35 hab/km². Faz fronteira com Canino, Capalbio (GR), Manciano (GR), Tarquinia, Tuscania.

## Demografia
| Variação demográfica do município entre 1861 e 2011                               |
|                                                                                   |
| Fonte: Istituto Nazionale di Statistica (ISTAT) - Elaboração gráfica da Wikipedia |

## Pessoas ligadas à Montalto di Castro
- Alice Sabatini, (1996), Miss Itália 2015